# Apeiba
Genre
Classification APG III (2009)
Synonymes
Selon GBIF (12 juin 2022) :
- Apeiba purdiaei Gr.
- Apeiba trinitensis Sandwith
- Aubletia Schreb.
- Oxytandrum Neck.

Apeiba est un genre d'arbres originaire des forêts néotropicales,, appartenant à la famille des Malvaceae (APG III), ou anciennement des Tiliaceae (Cronquist), et dont l'espèce type est Apeiba tibourbou.

## Écologie
Les graines sont disséminées par des oiseaux et les grands primates (zoochorie) en Colombie.

## Espèces valides
Selon GBIF (12 juin 2022) :
- Apeiba albiflora Ducke
- Apeiba echinata Gaertn.
- Apeiba emarginata Lam.
- Apeiba glabra Aubl.
- Apeiba intermedia Uittien
- Apeiba laevis G.Don, 1831
- Apeiba macropetala Ducke
- Apeiba membranacea Spruce ex Benth.
- Apeiba petoumo Aubl.
- Apeiba schomburgkii Szyszyl.
- Apeiba tibourbou Aubl.
- Apeiba trombetensis Dorr
- Apeiba uittienii Jans.-Jac. & Westra

- Aubletia ferruginea Ruiz & Pav.
- Aubletia petouma Willd., 1799

Selon The Plant List (30/01/2021) :
- Apeiba albiflora Ducke
- Apeiba discolor (Spreng.) G.Don
- Apeiba glabra Aubl.
- Apeiba intermedia Uittien
- Apeiba macropetala Ducke
- Apeiba membranacea Spruce ex Benth.
- Apeiba petoumo Aubl.
- Apeiba schomburgkii Szyszył.
- Apeiba tibourbou Aubl.
- Apeiba uittienii Jans.-Jac. & Westra

## Histoire naturelle

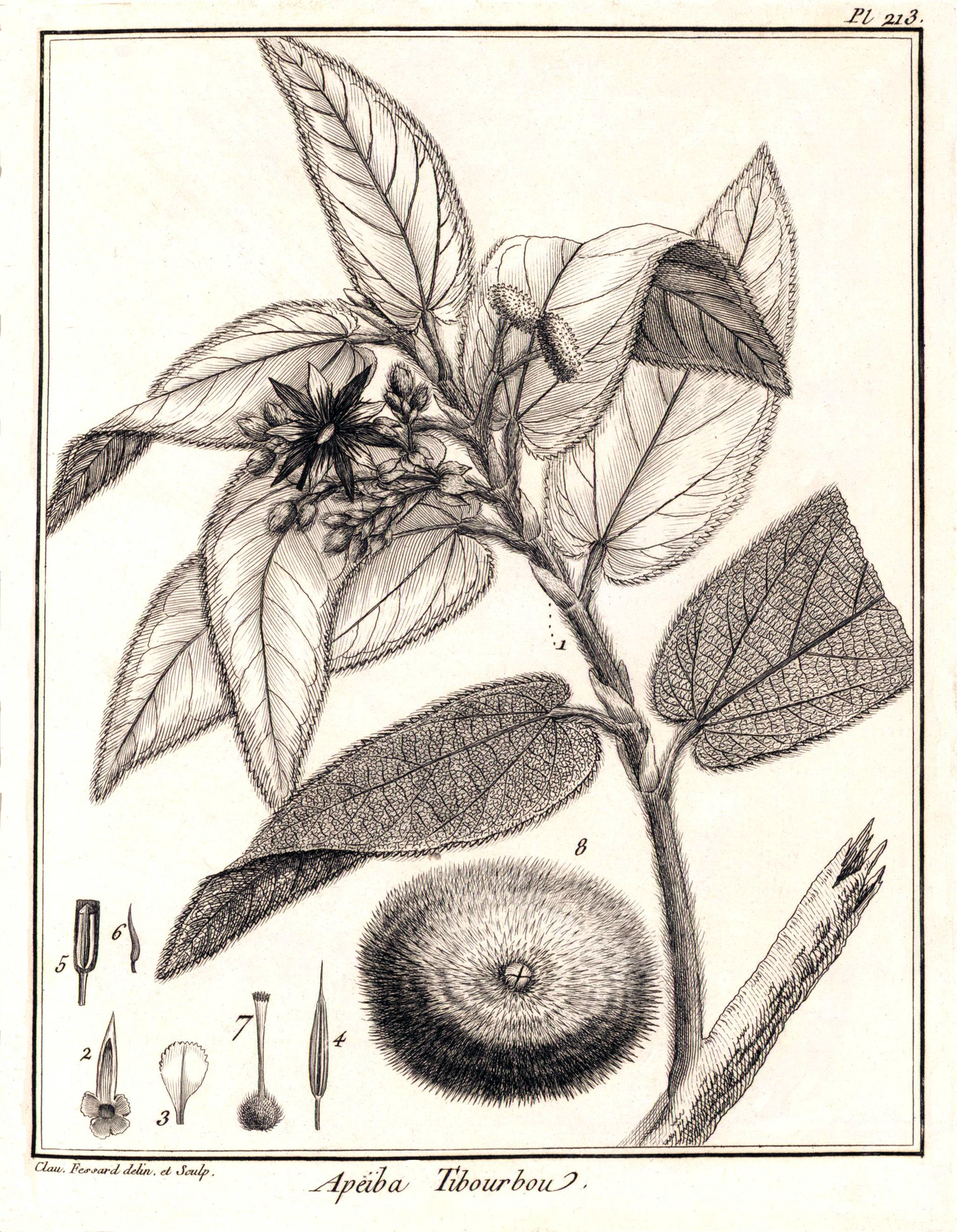
Apeiba tibourbou : Planche 213 accompagnant la description du genre Apeiba par Aublet (1775) Explication de la Planche deux cent treizième. - 1. Stipules. - 2. Calice déchiré auquel on a conſervé une diviſion. - 3. Pétale. - 4. Étamine. - 5. Étamine vue de face, à laquelle l’on a coupé une portion du feuillet qui la termine. - 6. Étamine de grandeur naturelle. - 7. Ovaire. Style. Stigmate. - 8. Capſule.

En 1775, le botaniste Aublet propose la diagnose suivante : 

« APEIBA. (Tabula 115.) 
CAL. Perianthium monophyllum, quinquepartitum, laciniis oblongis, acutis, marginibus craſſis, extus piloſis, rufefcentibus, intùs luteis, deciduis.
COR. Petala quinque, ſubrotunda, undata, fimbriata, unguiculata, crocea, receptaculo germinis infrà ſtamina inſerta.
STAM. Filamenta plurima, (85 & ampliùs), brevia, craſſa. Antheræ oblongo-lineares, lateri filamentorum adnatæ, apice ſubfoliacea, ſubhirſutæ, extimæ, ſteriles, lanceolata:, villoſæ, ſupernè in acumen foliaecum definentes.
PIST. Germen ſubrotundum, compreſſum, villoſum. Stylus longus, ſtriatus, ſenſim craſſeſcens, leviter incurvus. Stigma patens, perforatum, decemdentatum.
PER. Capsula depreſſa, orbiculata, decemlocularis, coriacea, undique echinata, echinis longis, hirſutis, mollibus, cinereo-vireſcentibus.
SEM. nurnerofiffima, minuta, placentae carnoſæ affixa. »

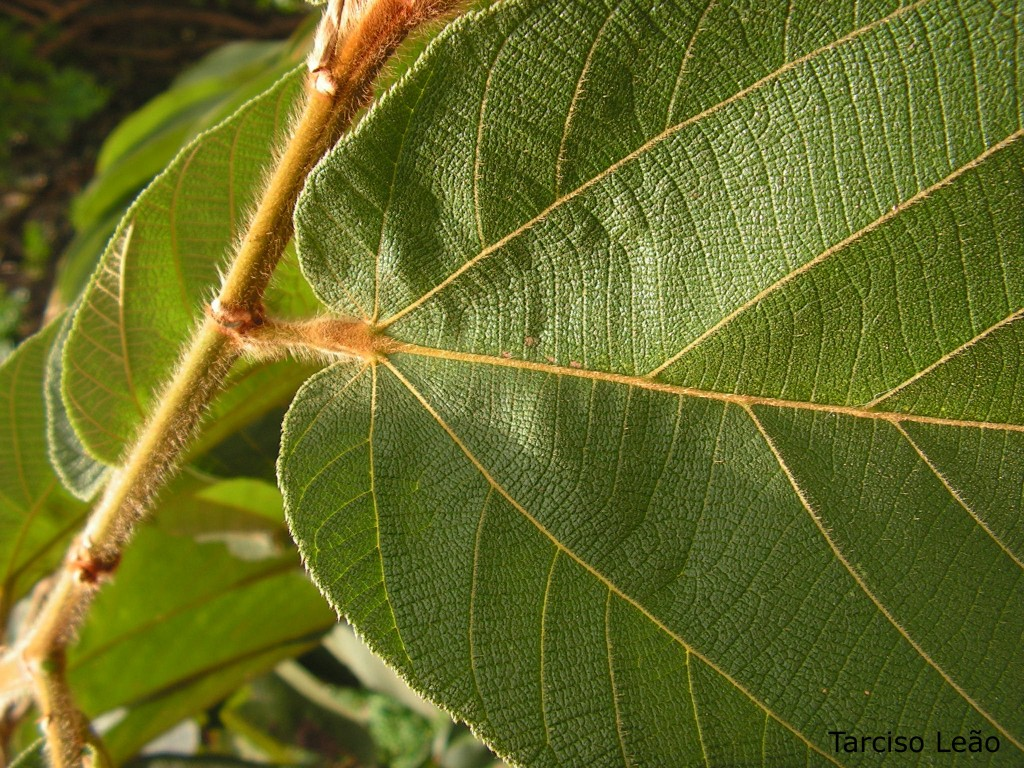
détail foliaire d'Apeiba tibourbou
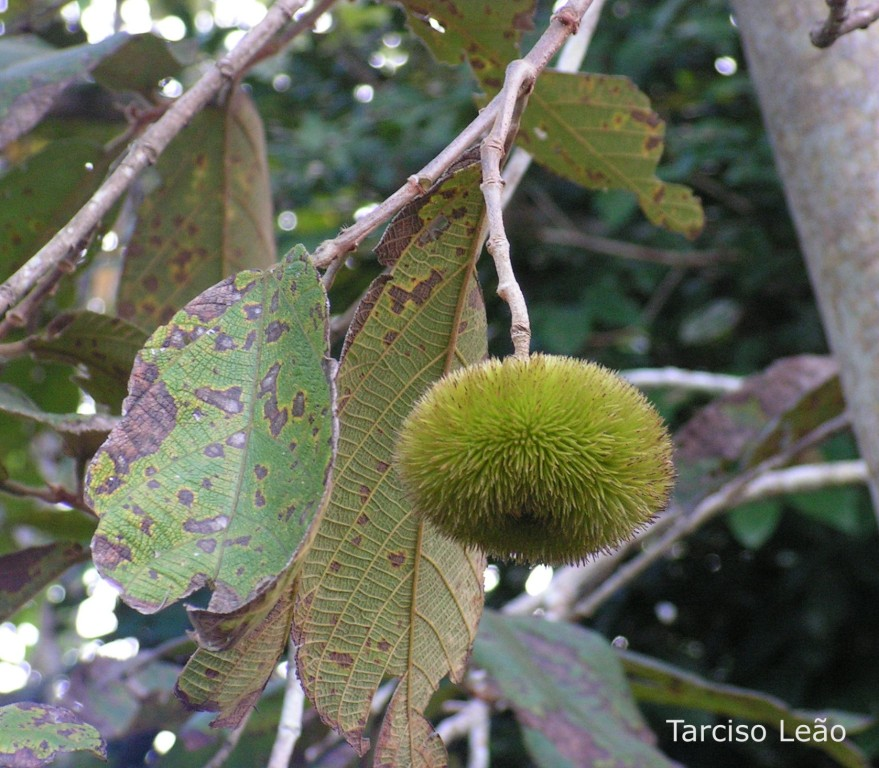
fruit d'Apeiba tibourbou
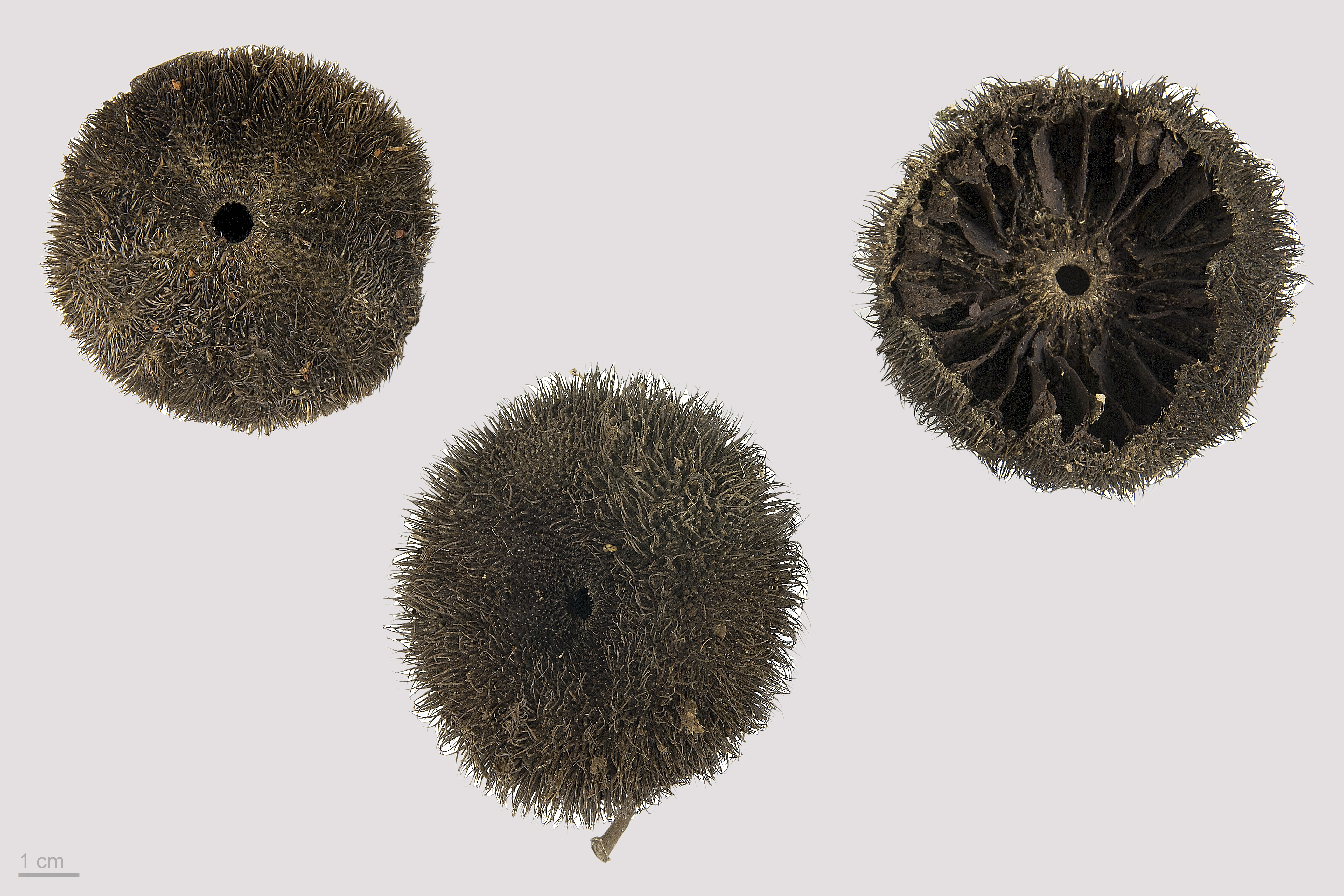
fruits d'Apeiba glabra
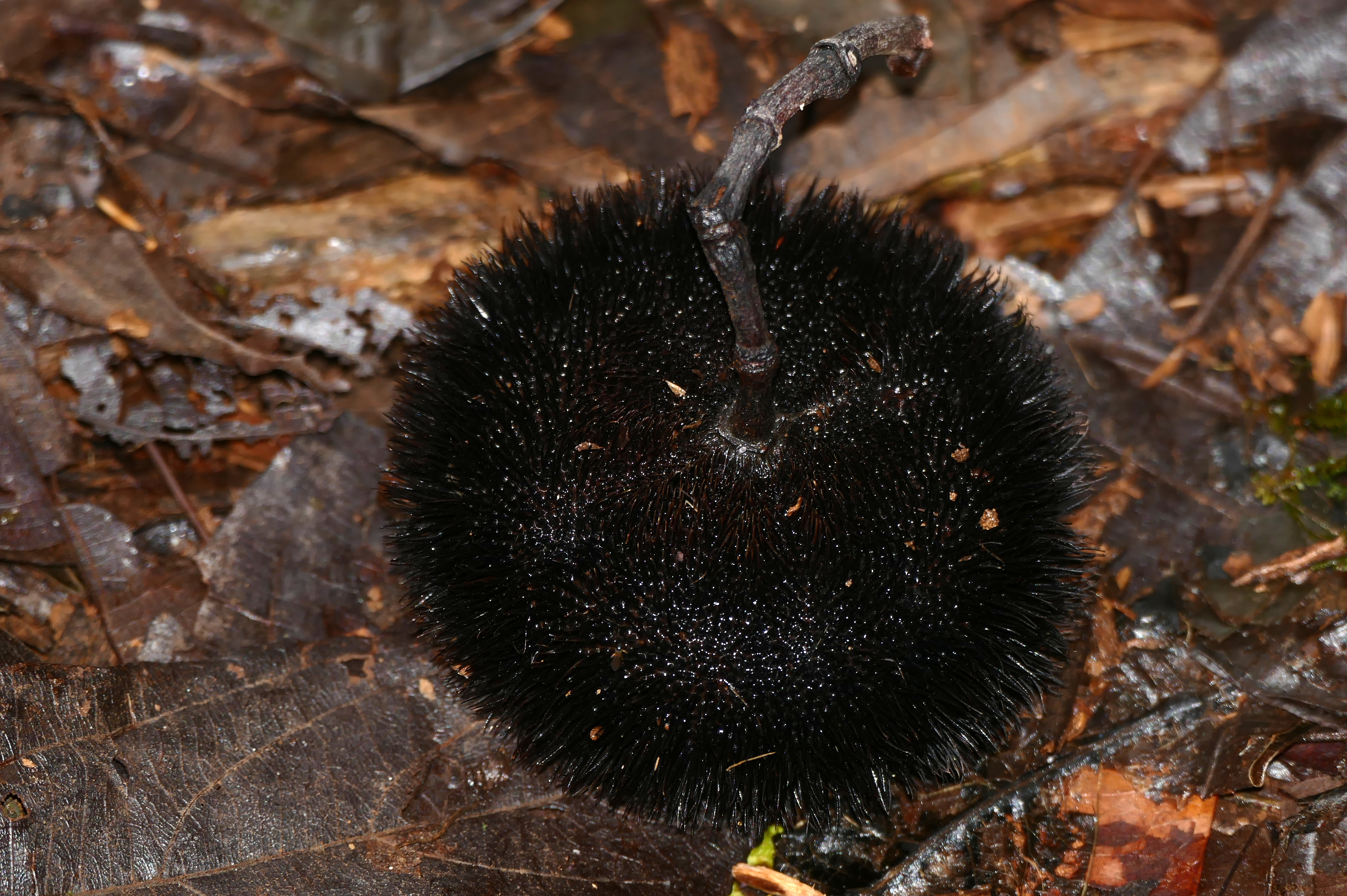
fruit d'Apeiba petoumo
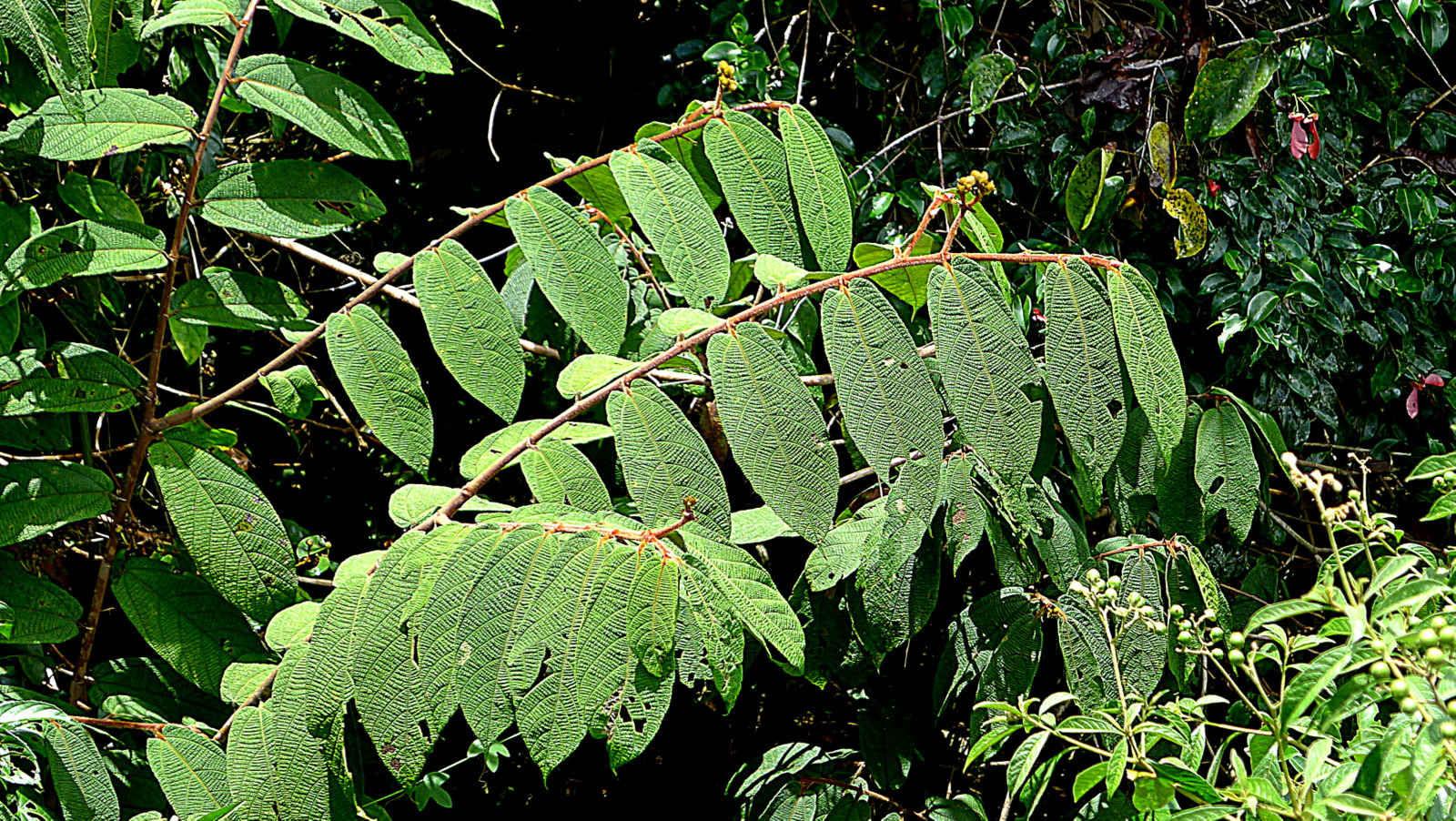
Rameau feuillé d'Apeiba albiflora